# توني باستور
توني باستور (بالإنجليزية: Tony Pastor)‏ هو مغني أمريكي، ولد في 26 أكتوبر 1907 في ميدلتاون في الولايات المتحدة، وتوفي في 31 أكتوبر 1969 في نيو لندن في الولايات المتحدة.

## وصلات خارجية
- توني باستور على موقع IMDb (الإنجليزية)
- توني باستور على موقع ميوزك برينز (الإنجليزية)
- توني باستور على موقع أول ميوزيك (الإنجليزية)
- توني باستور على موقع ديسكوغز (الإنجليزية)
- توني باستور على موقع قاعدة بيانات الفيلم (الإنجليزية)